# Liste der denkmalgeschützten Objekte in Lednica
Die Liste der denkmalgeschützten Objekte in Lednica enthält die 14 nach slowakischen Denkmalschutzvorschriften geschützten Objekte in der Gemeinde Lednica im Okres Púchov.

## Denkmäler
| Foto |                 | Denkmal / č. ÚZPF                                | Standort / Konskr. Nr.                   | Offizielle Beschreibung     | Beschreibung                                    | Metadaten                                                                |
| ---- | --------------- | ------------------------------------------------ | ---------------------------------------- | --------------------------- | ----------------------------------------------- | ------------------------------------------------------------------------ |
| ja   | Datei hochladen | Gedenktafel(sk) ObjektID: 308-799/0              | Standort KG: Lednica Konskr.Nr.: 42      | Komenský J.A.;1592-1670     | für Jan Amos Komenský (lateinisch: Comenius)    | č. NKP: 308-799/0 Stand des NKP: 2012-02-28 Name: TABUĽA PAMÄTNÁ         |
| ja   | Datei hochladen | Kirche(sk) ObjektID: 308-744/0                   | 244 Standort KG: Lednica Konskr.Nr.: 244 | r.k.sv.Jána Nepomuckého     | römisch-katholische Kirche St. Johannes Nepomuk | č. NKP: 308-744/0 Stand des NKP: 2012-02-28 Name: KOSTOL                 |
| BW   | Datei hochladen | Wohnturm(sk) ObjektID: 308-743/1                 | 403 Standort KG: Lednica Konskr.Nr.: 403 | hradné jadro                | Kernburg                                        | č. NKP: 308-743/1 Stand des NKP: 2012-02-28 Name: VEŽA OBYTNÁ            |
|      | Datei hochladen | Befestigungsmauer I(sk) ObjektID: 308-743/2      | 403 KG: Lednica Konskr.Nr.: 403          | hradné jadro                | Kernburg                                        | č. NKP: 308-743/2 Stand des NKP: 2012-02-28 Name: MÚR HRADBOVÝ I.        |
| BW   | Datei hochladen | Treppenhaus(sk) ObjektID: 308-743/3              | 403 Standort KG: Lednica Konskr.Nr.: 403 | hradné jadro                | Kernburg                                        | č. NKP: 308-743/3 Stand des NKP: 2012-02-28 Name: SCHODISKO              |
| BW   | Datei hochladen | Uhrturm(sk) ObjektID: 308-743/4                  | 403 Standort KG: Lednica Konskr.Nr.: 403 | hradné jadro;Straka         | Kernburg                                        | č. NKP: 308-743/4 Stand des NKP: 2012-02-28 Name: VEŽA STRÁŽNA           |
| ja   | Datei hochladen | Burgpalast I(sk) ObjektID: 308-743/5             | 403 Standort KG: Lednica Konskr.Nr.: 403 | hradné jadro;západný palác  | Kernburg, westlicher Palast                     | č. NKP: 308-743/5 Stand des NKP: 2012-02-28 Name: PALÁC HRADNÝ I.        |
| BW   | Datei hochladen | Burgpalast II(sk) ObjektID: 308-743/6            | 403 Standort KG: Lednica Konskr.Nr.: 403 | hradné jadro;východný palác | Kernburg, östlicher Palast                      | č. NKP: 308-743/6 Stand des NKP: 2012-02-28 Name: PALÁC HRADNÝ II.       |
| BW   | Datei hochladen | Burghof I(sk) ObjektID: 308-743/7                | 403 Standort KG: Lednica Konskr.Nr.: 403 | hradné jadro                | Kernburg                                        | č. NKP: 308-743/7 Stand des NKP: 2012-02-28 Name: NÁDVORIE HRADNÉ I.     |
| ja   | Datei hochladen | Tunnel(sk) ObjektID: 308-743/8                   | 403 Standort KG: Lednica Konskr.Nr.: 403 | hradné jadro;skalný tunel   | Kernburg, Felstunnel                            | č. NKP: 308-743/8 Stand des NKP: 2012-02-28 Name: TUNEL                  |
| BW   | Datei hochladen | Befestigungsmauer II(sk) ObjektID: 308-743/9     | 403 Standort KG: Lednica Konskr.Nr.: 403 | predhradie                  | Vorwerk                                         | č. NKP: 308-743/9 Stand des NKP: 2012-02-28 Name: MÚR HRADBOVÝ II.       |
| ja   | Datei hochladen | Bastion(sk) ObjektID: 308-743/10                 | 403 Standort KG: Lednica Konskr.Nr.: 403 | predhradie;barbakán         | Vorwerk, Barbakan                               | č. NKP: 308-743/10 Stand des NKP: 2012-02-28 Name: BAŠTA                 |
| ja   | Datei hochladen | Wirtschaftsgebäude(sk) ObjektID: 308-743/11      | 403 Standort KG: Lednica Konskr.Nr.: 403 | predhradie                  | Vorwerk                                         | č. NKP: 308-743/11 Stand des NKP: 2012-02-28 Name: STAVBA HOSPODÁRSKA    |
| BW   | Datei hochladen | Burghof II(sk) ObjektID: 308-743/12              | 403 Standort KG: Lednica Konskr.Nr.: 403 | predhradie                  | Vorwerk                                         | č. NKP: 308-743/12 Stand des NKP: 2012-02-28 Name: NÁDVORIE HRADNÉ II.   |
| ja   | Datei hochladen | Aufgelassene Kirche(sk) ObjektID: 308-11848/1    | Standort KG: Lednica Konskr.Nr.:         | Zaniknutý kostol s areálom  | Nicht mehr bestehende Kirche und Umgebung       | č. NKP: 308-11848/1 Stand des NKP: 2015-09-07 Name: KOSTOL ZANIKNUTÝ     |
| ja   | Datei hochladen | Friedhof an der Kirche(sk) ObjektID: 308-11848/2 | Standort KG: Lednica Konskr.Nr.:         | Zaniknutý kostol s areálom  | Nicht mehr bestehende Kirche und Umgebung       | č. NKP: 308-11848/2 Stand des NKP: 2015-09-07 Name: CINTORÍN PRÍKOSTOLNÝ |

## Legende
Die Tabelle enthält im Einzelnen folgende Informationen:
| Foto:                    | Fotografie des Denkmals. |
| Denkmal / č. ÚZPF:       | Die Übersetzung der Bezeichnung des Denkmals, wie sie vom Slowakischen Denkmalamt (Pamiatkový úrad Slovenskej republiky) verwendet wird. Die Originalbezeichnung ist unter dem Fragezeichen angegeben. Fehlt die Übersetzung, so wird die Originalbezeichnung direkt angezeigt. Weiters ist die Objekt-Identifikationsnummer (Objekt ID) angeführt. Sie ist die offizielle, in der Slowakei eindeutige Nummer č. ÚZPF inklusive der zugehörigen Zählnummer, wie sie in den Daten des Denkmalamtes angegeben wird. Da diese nur innerhalb eines Landkreises gezählt wird, ist dessen Nummer der Denkmalnummer vorangestellt. |
| Standort:                | Wenn in der Liste vorhanden, ist die Adresse angegeben. In Klammern kann sich noch eine zusätzliche Adresse befinden, wenn es beispielsweise ein Eckhaus ist. Bei freistehenden Objekten ohne Adresse (zum Beispiel bei Bildstöcken) ist eine Adresse angegeben, die in der Nähe des Objekts liegt. Durch Aufruf des Links Standort wird die Lage des Denkmals in verschiedenen Kartenprojekten angezeigt. Darunter sind die Katastralgemeinde (KG) und, wenn vorhanden, die Konskriptionsnummer (Konskr. Nr.) angegeben.                                                                                                   |
| Offizielle Beschreibung: | Es ist die Kurzbeschreibung auf Slowakisch, wie sie in den offiziellen Listen angegeben ist, eingetragen. |
| Beschreibung:            | Kurze Angaben zum Denkmal auf Deutsch. |
| Metadaten:               | Zusätzlich werden, wenn in den persönlichen Einstellungen das Helferlein Dauerhaftes Einblenden von Metadaten aktiviert ist, ebensolche angezeigt. |

- Karte mit allen Koordinaten:
- OSM |
- WikiMap